# Парголовский переулок
Па́рголовский переулок — переулок в историческом районе Коломяги Приморского района Санкт-Петербурга. Проходит от 3-й линии 1-й половины углом до Берёзовой улицы.

## История
Название известно с XIX века. Соседняя Горная улица в то время называлась Парголовской, так как была началом дороги в Парголово. В Коломягах многие названия в XIX веке ориентировались на Парголово.
В рамках упразднения одноимённых названий улиц (Парголовская улица есть в Выборгском районе) улицу в Коломягах в 1955 году переименовали в Горную. Парголовский переулок, идущий параллельно Горной улице, напоминает о её прежнем названии.

## Транспорт
Ближайшая к Парголовскому переулку станция метро — «Удельная» 2-й (Московско-Петроградской) линии.